# Stanislav Šporn
Stanislav Šporn, slovenski atlet, * 2. april 1904, Loke pri Trbovljah, † 31. december 1944.
Šporn je za Kraljevino Jugoslavijo nastopil na Poletnih olimpijskih igrah 1936 v Berlinu, kjer je v maratonu osvojil 41. mesto.